# Neochlamisus platani
Neochlamisus platani är en skalbaggsart som först beskrevs av Brown 1952.  Neochlamisus platani ingår i släktet Neochlamisus och familjen bladbaggar. Inga underarter finns listade i Catalogue of Life.